# 溫迪施

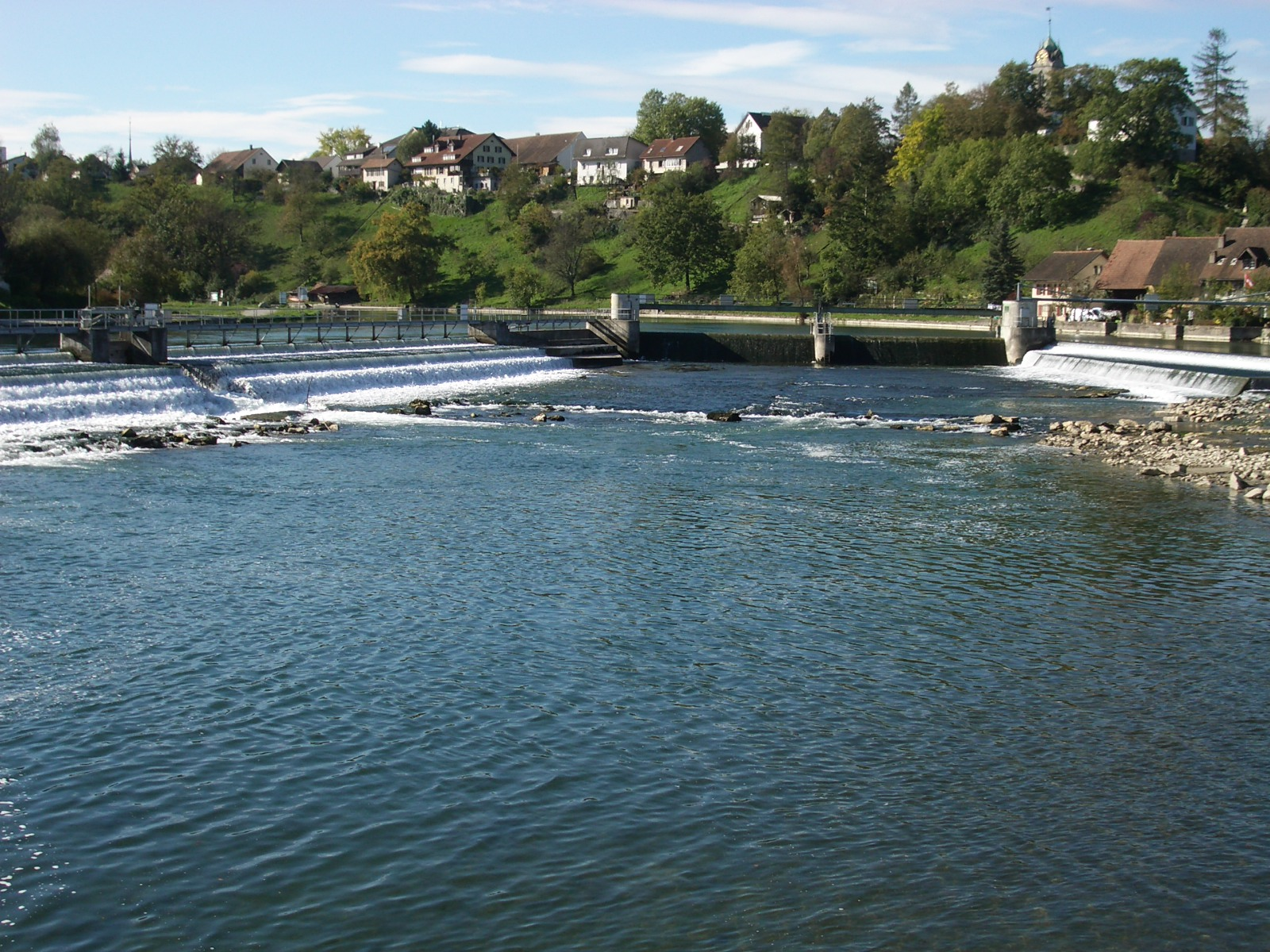

溫迪施是瑞士的城鎮，位於該國北部，由阿爾高州負責管轄，面積4.91平方公里，海拔高度357米，2012年人口6,692，三成人口信奉羅馬天主教，人口密度每平方公里1363人。